# 隋唐演義
『隋唐演義』（ずいとうえんぎ）は、清初の褚人穫によって作られた通俗歴史小説。20巻100回。
羅貫中編と言われる『隋唐両朝志伝演義（中国語版）』を元に、褚人穫が『隋煬帝艶史（中国語版）』『隋史遺文（中国語版）』などの野史、唐・宋の伝奇小説や筆記、民間の伝承文芸から材料を集めて作られたと言われる。中国文学者の金文京によれば、『隋唐両朝志伝演義』の時点で『三国志演義』の話を固有名詞のみを変更して借用したところがあり、『三国志演義』の模倣作という色が濃い。
魯迅は『中国小説史略』第十四篇　元明傳來之講史（上）で、以下のように述べ、かなり低い評価を下している。
「『隋唐演義』は、隋の文帝が陳を滅亡させたところから始まり、安史の乱の後、唐の玄宗が長安に戻るところで終わる。その間に秦瓊・単雄信・程咬金・羅成・木蘭などの話が挿入されている。しかしながらその文章は明代末期の軽佻浮薄な空気を反映してしまっており、深みに乏しい。羅貫中の『三国志演義』のような深刻さがなく、出来栄えも『三国志演義』に比べると数段落ちる。バカバカしい話もあり、読んでいて虚しい気持ちになる」
日本では、安能務、田中芳樹によるリライト本が出版されているが、学問的な日本語訳は2024年時点で存在していない。

## 主要登場人物

### 秦叔宝と好漢たち
- 秦叔宝

姓は秦、名は瓊。叔宝は字。名よりも字をもって知られる。前半における主人公で、120斤の簡（鞭の一種）を振り回す豪傑。賊に襲われている李淵を義気から救出する場面が初登場。後に帰順することになる唐と縁を得ることになる。もともと隋の臣下で、高麗との戦争で大功を立てている。のち、李密や王世充と主君を変えながらも最終的には唐に帰順。尉遅敬徳との対決は見せ場。後世において、尉遅敬徳とともに門神となっている。
- 単雄信

姓は単、名は通。雄信は字である。二賢荘に住む員外（富豪）で秦叔宝の親友。秦叔宝を主に財政面でサポートした。過失によるとはいえ、兄が唐公・李淵に殺害されたことから李淵を激しく恨む。のち、これが原因になって唐への帰順を拒否し斬首された。斬首される箇所では『三国志演義』の呂布処刑のプロットを借用しており、呂布のように李世民と徐世勣に命乞いをする情けない態度が描写される。
- 程知節

姓は程、名は咬金。知節は字である。秦叔宝の幼馴染であり、また弟分。斧の使い手であるが、戦闘はさほど強いわけではない。トリックスター的な役割を担当し、話を大いに盛り上げる。もともと李密に使えていたが秦叔宝とともに唐に帰順した。
- 李勣

字は懋功。もとの名前は徐世勣だったが、李淵から「李」の国姓を賜り、また太宗・李世民に避諱して李勣と改名。秦叔宝や程知節らの武将タイプに対し知将タイプ。もと李密の臣下であったが唐に帰順。

### 隋
- 楊堅

隋の文帝。陳を滅ぼし、天下統一を果たす。独孤皇后に頭が上がらず、皇后の生きていた頃は一切の妾を置かなかった。
- 煬帝

隋の2代皇帝。物語の前半において多くの寵姫たちと悦楽にふける様が描かれている。暴君として名高い人物であるが、本作においては単なる暴君でなく、それなりに魅力的な人物として描かれている。高麗への出兵、大運河の建造などによって人心を失うことになった。
- 楊杲

煬帝の子。趙王。史実では宇文化及らにより、煬帝とともに死亡するのであるが、本作においては袁紫煙らとともに隋を脱出。後には異民族の王となる。
- 朱貴児

煬帝の寵姫の一人。人間の血肉が万病に利く薬であると聞いて、自分の腕の肉を煬帝に差し出すといった一途な面がある。煬帝の寵愛も深く、来世でも男女の仲になる約束を交わしていた。宇文化及らの反乱の際、煬帝とともに死亡する。
- 袁紫煙

煬帝の寵姫の一人。楊義臣の姪という設定になっている。占いの達人で、才色兼備の女性。宇文化及らの反乱の際、他の寵姫や煬帝の息子である趙王とともに脱出。のち、李勣の妻となっている。

### 唐
- 李淵

唐公。のちに唐の高祖となる。70矢で70人の賊を退治したという弓の名手。ただ、物語においては活躍の殆どを息子である李世民に取られており、たいした活躍はしない。
- 李世民

李淵の次男で、後の唐の太宗。あまり乗り気ではない父を叱咤し、隋に反旗を翻す。世民の母親が彼を身ごもった状態で賊に襲われたところを秦叔宝に救出されており、敵方であった頃から秦叔宝に恩義を感じ、帰順させようともくろむ。唐の天下統一後は玄武門の変において、競争相手であった兄であり皇太子の建成、弟の元吉を殺害し皇帝となる。皇帝となったあとは貞観の治と呼ばれる善政をしいた。
- 尉遅敬徳

姓は尉遅、名は恭。敬徳は字。もともと劉武周に使えており、そのころに秦叔宝と一騎討ちもしている。劉武周が唐に敗れた後、唐に帰順。以降は唐の武将として天下統一に尽力。玄武門の変でも功績を挙げている。120斤の鞭を使う豪傑であり、その前線で活躍しながらその生涯において、戦場において全く負傷しなかったという。
- 李靖

もとは隋臣であったが唐に帰順した。名将として知られ、唐の天下統一に尽くした。さらに、歴史的には突厥征伐で大功を収めているが、本作においては突厥征伐のエピソードがカットされているため出番が少ない。
- 則天武后

中国史上、唯一の女帝。太宗、高宗の親子に寵愛を受け、高宗の皇后となり実権を握る。
- 玄宗

李隆基。唐の6代皇帝。「開元の治」という唐の全盛期の時代を築く。しかし、後年には楊貴妃に溺れ、また安史の乱を引き起こしてしまう。

## 備考
- 隋、および唐初のころ、朝鮮半島は高句麗・百済・新羅の三国時代であった。しかし、隋唐演義において朝鮮半島を支配している王朝は一貫して高麗になっている。
- 歴史上の李世民による突厥征伐や、朝鮮半島への出兵といったエピソードがカットされている。そのため、突厥征伐で名を挙げた李靖、高句麗征服で功績を挙げた李勣の活躍が少なくなっている。
- 歴史的には煬帝とともに殺害された趙王が生き残ったり、唐に処刑された竇建徳が僧となって生き残ったりと変更が加えられた。
- 秦叔宝、単雄信、程知節とともに王伯当、羅士信が李密五虎将として登場する。史実では彼らは五虎将と呼ばれていない。

## 映像化作品
テレビドラマ
- 隋唐演義（中国語版）（1996年、中国中央電視台制作、45分、20回、日本未公開）
- 隋唐演義 〜集いし46人の英雄と滅びゆく帝国〜（2013年、浙江永楽影視制作有限公司制作、45分、62回、主演：イェン・クァン）